# Crepis albescens
Crepis albescens là một loài thực vật có hoa trong họ Cúc. Loài này được Kuvaev & L.S.Demidova mô tả khoa học đầu tiên năm 1973.